# Estação Ferroviária de São Pedro do Estoril
A Estação Ferroviária de São Pedro do Estoril, igualmente denominada apenas São Pedro e originalmente denominada de Cai-Água (nome anteriormente grafado como "Cae-Agua"), é uma estação da Linha de Cascais, que serve a localidade de São Pedro do Estoril, no município de Cascais, em Portugal.

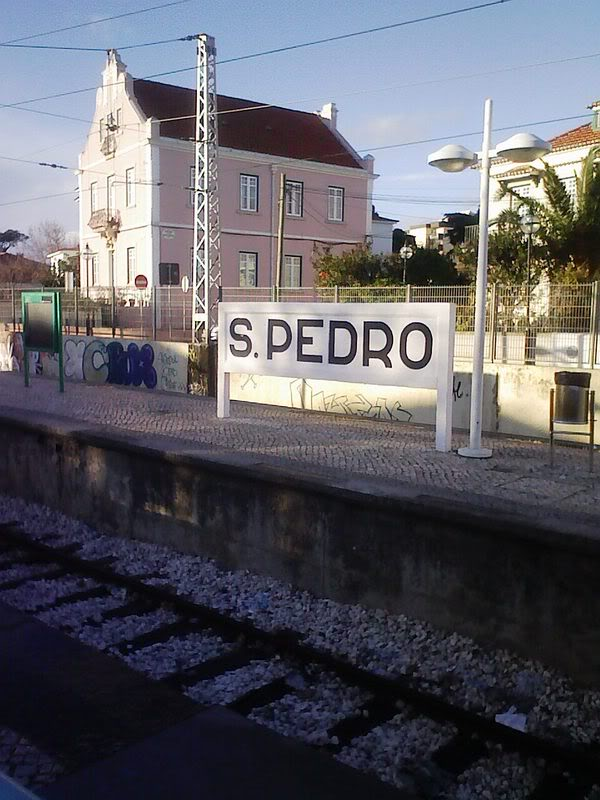
Nome abreviado (S. Pedro) no dístico da plataforma.

## Descrição

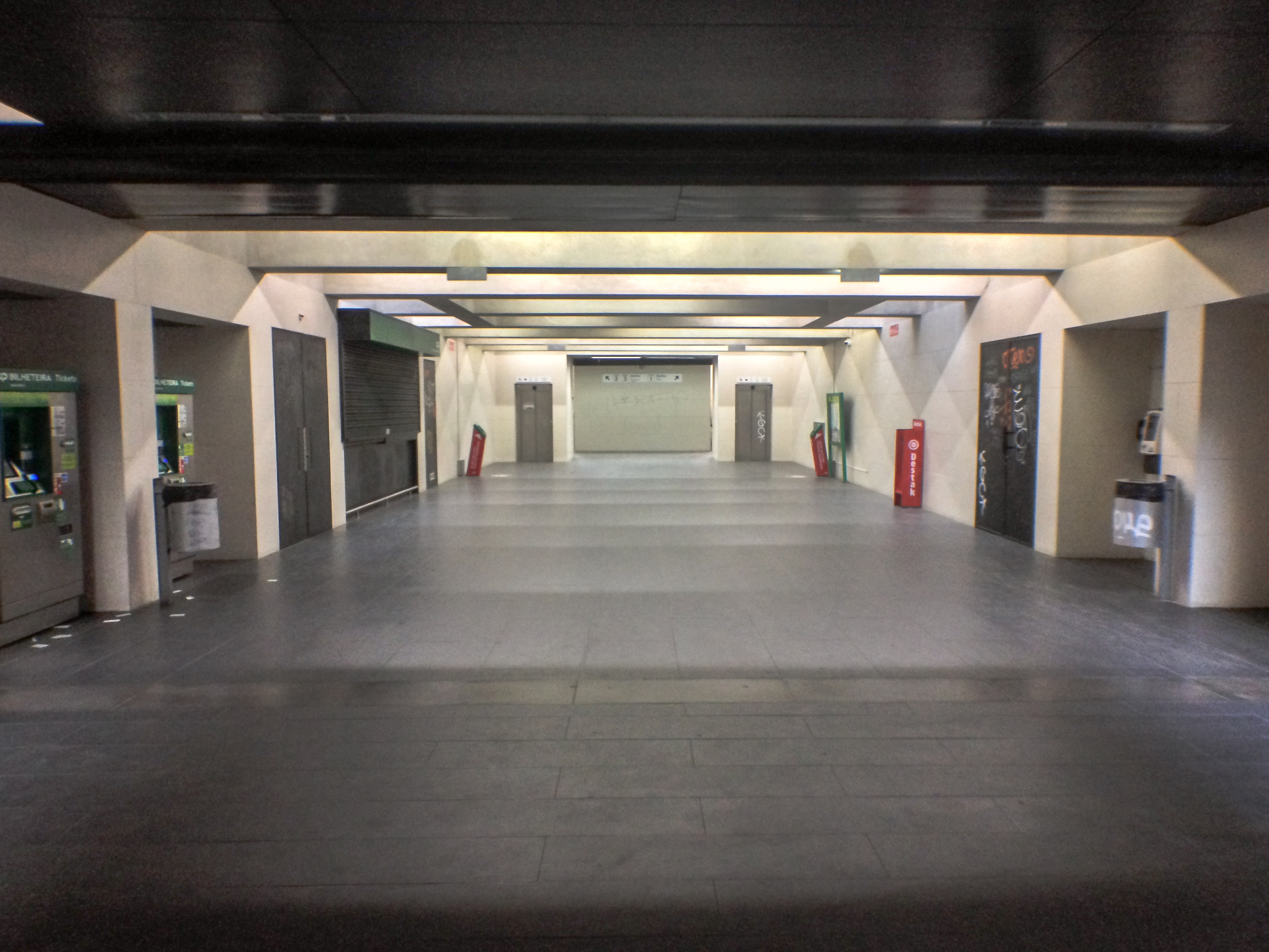
Átrio subterrâneo de acesso às plataformas, em 2017.

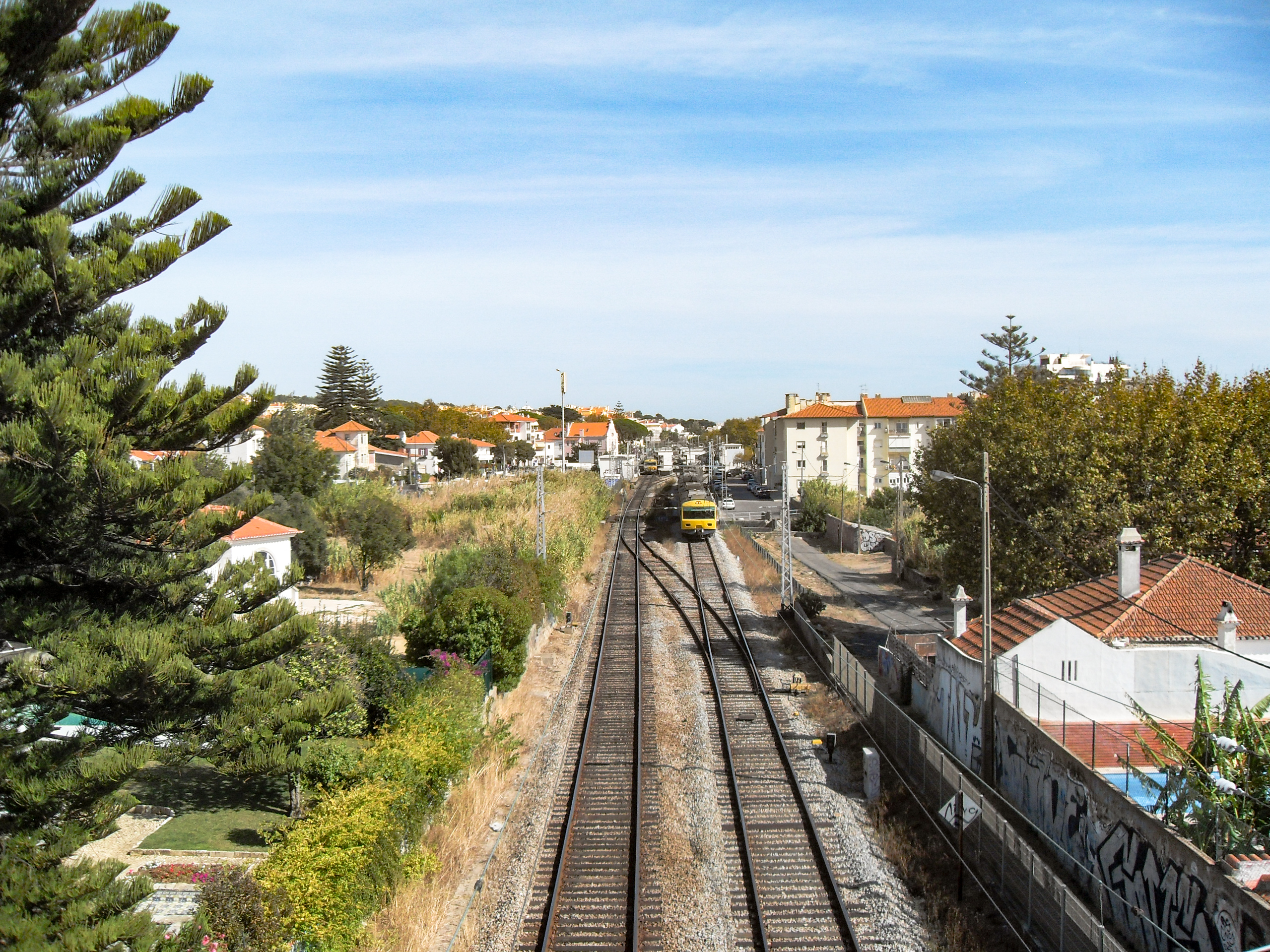
Vista panorâmica, em 2017.

### Localização e acessos
Situa-se na localidade de São Pedro do Estoril, na Rua Carvalho Araújo e com acesso pedonal subterrâneo pela Rua Nunes dos Santos, distando menos de meio quilómetro da praia homónima.

### Infraestrutura
Em Janeiro de 2011, possuía três vias de circulação, com 293, 263 e 220 m de comprimento; as plataformas tinham todas 110 cm de altura, e 197 m de extensão, valores que se mantinham em 2020. O edifício de passageiros situa-se do lado sul da via (lado esquerdo do sentido ascendente, para Cascais). Situa-se junto a esta estação a substação de tração de São Pedro, de serviço simples e contratada à C.P., que contribui aqui para a eletrificação da Linha de Cascais.

### Serviços
Em dados de 2023, esta interface é servida por comboios de passageiros da C.P. de tipo urbano no serviço “Linha de Cascais” tipicamente com 69 circulações diárias em cada sentido entre Cais do Sodré e Cascais. Situa-se na Zona 3 para efeitos tarifários.

## História

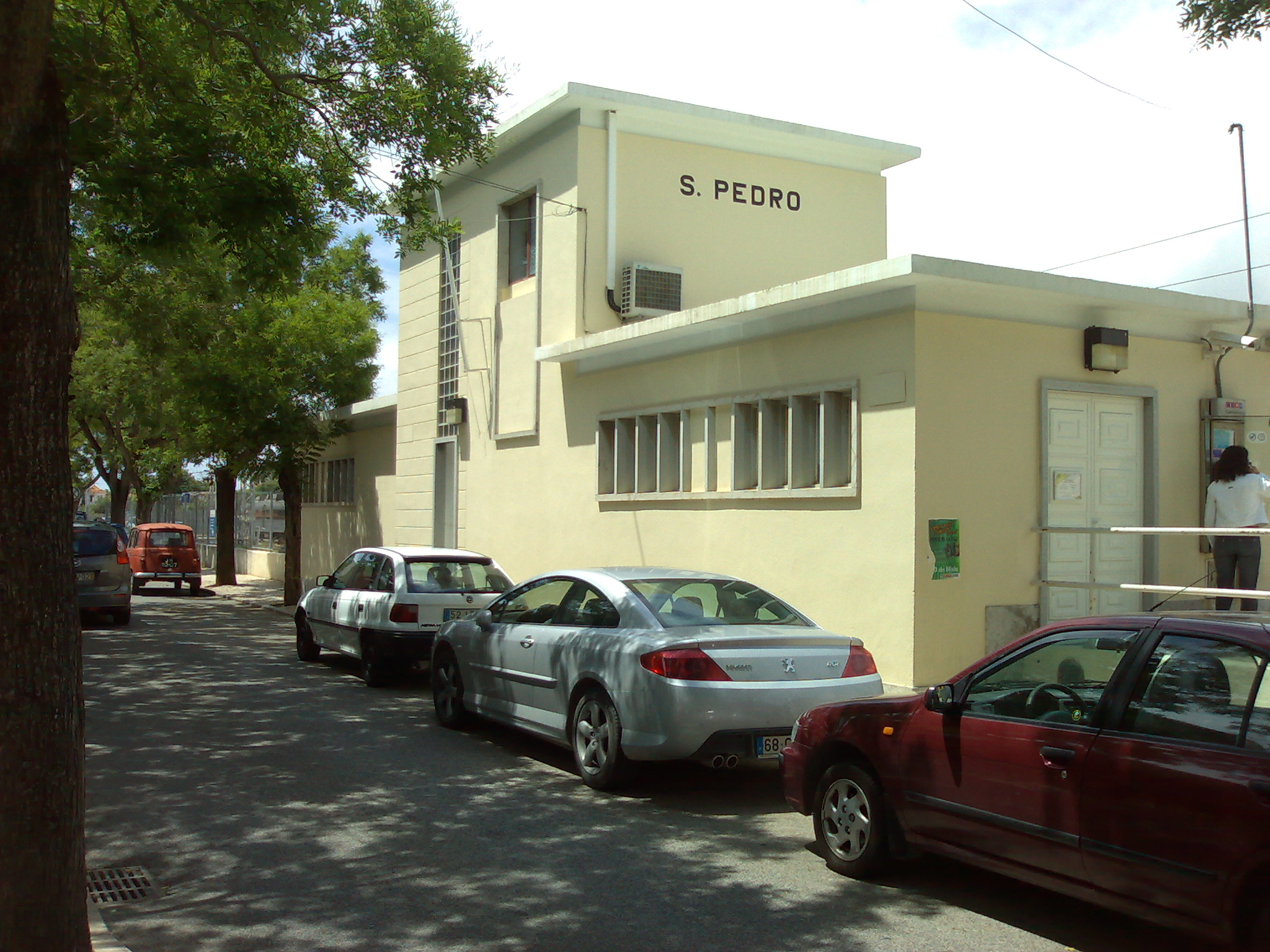
Antigo edifício da estação, visto da rua.

### Inauguração
Esta interface situa-se no troço entre Pedrouços e Cascais, que foi aberto ao serviço pela Companhia Real dos Caminhos de Ferro Portugueses em 30 de Setembro de 1889. No entanto, esta interface apenas entrou ao serviço na década de 1920, com a categoria de apeadeiro e o nome "Cae-Agua", em relação à localidade que servia; a sua abertura deveu-se ao apoio de Nunes dos Santos, proprietário dos Armazéns do Chiado, que disponibilizou os terrenos e os meios financeiros para a sua construção.

### Alteração de nome e elevação à categoria de estação
O Decreto n.º 11228, datado de 31 de Agosto de 1926, alterou oficialmente o nome da povoação de "Cai-Água" (já na ortografia pós-1911) para "São Pedro do Estoril"; em Outubro daquele ano, o nome do apeadeiro também já tinha sido alterado. Também em 1926, o edifício da estação foi substituído por um novo, como parte do programa de modernização da Linha de Cascais.
Em 1985 esta interface tinha ainda a classificação de estação, tendo sido despromovida entretanto, antes de 2011.

### Século XXI
Esta estação foi, até 2011, término de serviços da família S. Pedro, cujos serviços se efetuavam entre esta estação e a de Cais do Sodré, servindo as localidades de Parede e Carcavelos.